# گادارپور
گادارپور (به انگلیسی: Gadarpur) یک منطقهٔ مسکونی در هند است که در بخش ادهم سینگ‌نگر واقع شده‌است. گادارپور ۱۹٬۳۰۱ نفر جمعیت دارد.